# Juraś Ziankowicz
Juraś Ziankowicz (biał. Юрась Зянковіч; ur. 31 października 1977 w Mińsku) – białoruski polityk opozycyjny, dziennikarz oraz amerykański adwokat, w latach 2003–2007 deputowany do Mińskiej Rejonowej Rady Deputowanych.

## Życiorys
Urodził się 31 października 1977 w Mińsku. Mieszkał we wsi Żdanowicze, w rejonie mińskim obwodu mińskiego Białoruskiej SRR, ZSRR. Studiował na uniwersytetach w Polsce. Skończył wydział prawa Ukraińskiej Akademii Bankowości w Sumach, uzyskując wykształcenie prawnika. Od 1999 roku był przewodniczącym mińskiej rejonowej rady Partii BNF oraz członkiem Sejmu i Zarządu Partii BNF. W grudniu 2000 roku stanął na czele biura wykonawczego Zgromadzenia Demokratycznych Organizacji Pozarządowych. W kwietniu 2003 roku został wybrany na deputowanego do Mińskiej Rejonowej Rady Deputowanych i do Żdanowickiej Wiejskiej Rady Deputowanych. W 2004 roku kandydował do Izby Reprezentantów Zgromadzenia Narodowego Republiki Białorusi III kadencji. Według oficjalnych wyników otrzymał 9,3% głosów i nie zdobył mandatu deputowanego. W 2007 roku wyjechał do Stanów Zjednoczonych. W 2011 roku uzyskał stopień magistra prawa amerykańskiego na Fordham University (Nowy Jork). Od 2010 roku mieszka w Nowym Jorku, jest adwokatem w stanie Nowy Jork.
30 września 2017 roku konwencja krajowa Partii BNF nominowała Jurasia Ziankowicza oraz Alaksieja Janukiewicza dwoma kandydatami partyjnymi na urząd prezydenta Białorusi.
Podczas protestów przeciwko sfałszowanym wyborom na Białorusi w sierpniu 2020 roku przyjechał do kraju, gdzie został zatrzymany i skazany na 10 dni aresztu w Miadzielu. W trakcie odbycia aresztu ogłosił strajk głodowy.
11 kwietnia 2021 Ziankowicz został razem z Alaksandrem Fiadutą zatrzymany podczas pobytu w Moskwie przez białoruskie służby specjalne we współpracy z Federalną Służbą Bezpieczeństwa i przewieziony do aresztu KGB w Mińsku. Wszczęto przeciwko niemu sprawę karną z artykułu 357 białoruskiego kodeksu karnego – spisek lub inne działanie mające na celu niekonstytucyjne przejęcie władzy – co jest pierwszym takim przypadkiem w historii tego państwa, i za co grozi kara pozbawienia wolności od 8 do 12 lat.
FSB w opublikowanym oświadczeniu poinformowała o pozyskaniu przez Ziankowicza i Fiadutę poparcia wśród „opozycyjnie” nastawionych białoruskich generałów i oficerów organów bezpieczeństwa, z którymi spotkali się przed zatrzymaniem w Moskwie, jakoby w celu konsultacji dotyczących planowanego przez spiskowców przewrotu na Białorusi.
5 września 2022 Ziankowicz został skazany na 11 lat pozbawienia wolności w kolonii karnej, za „spisek w celu przejęcia władzy państwowej w sposób niekonstytucyjny”. Białoruskie organizacje praw człowieka uznały Ziankowicza za więźnia politycznego. W grudniu 2022 roku został dodatkowo osądzony pod zarzutem znieważenia urzędnika państwowego, a w sierpniu 2024 r. pod zarzutem złośliwego nieposłuszeństwa wobec administracji zakładu karnego. W kwietniu 2025 roku Ziankowicz został zwolniony i opuścił Białoruś.